# Port Saint Louis

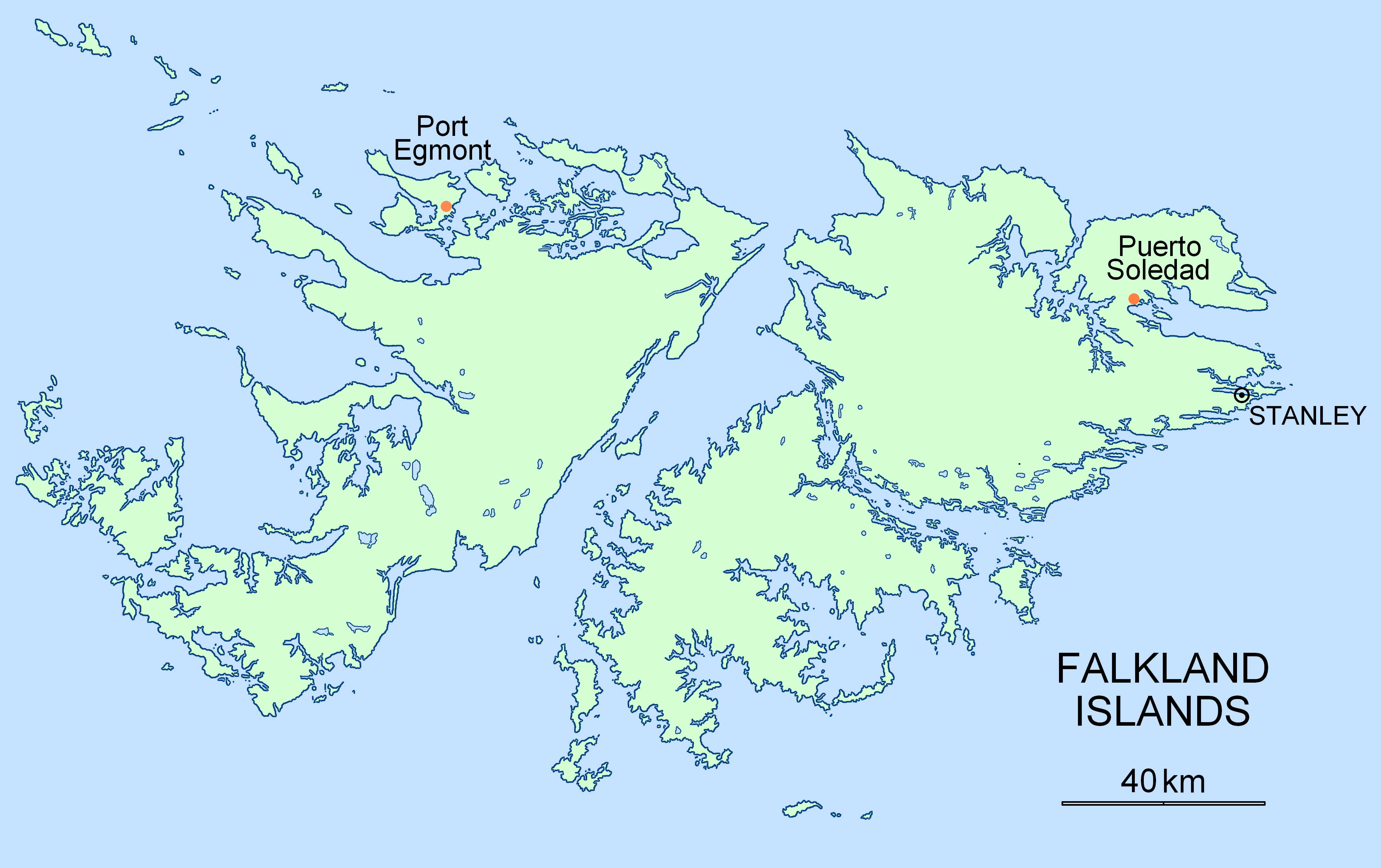
Localisation de Port Saint Louis dans les îles Malouines, sous son nom espagnol de Puerto Soledad

Port Saint Louis était la première colonie sur les îles Malouines, située à une anse intérieure de la baie Accaron (en anglais : Berkeley Sound, en espagnol : Bahía Anunciación). Elle fut successivement renommée Puerto Soledad (nom complet : Puerto de Nuestra Señora de la Soledad) lorsqu’elle devint un avant-poste militaire espagnol et colonie pénitentiaire sur les îles Malouines, puis Puerto Luis, et enfin Port Louis lors de sa prise par les Anglais.

## Port Saint Louis

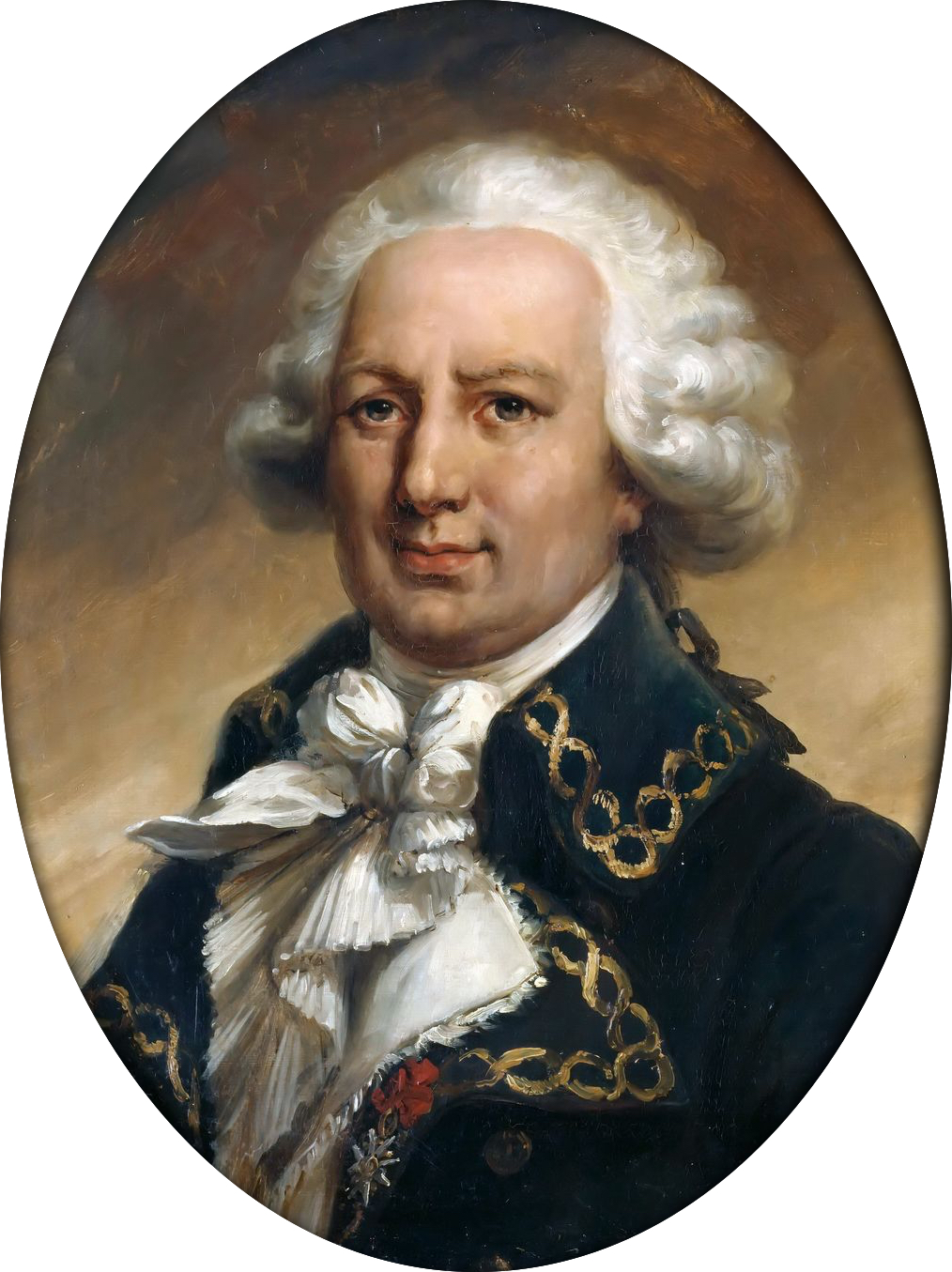
Louis Antoine de Bougainville

Ce fut initialement une colonie française connue sous le nom de Port Saint Louis en 1764, et qui atteignit en moins d'un an une population de 75 personnes (pour la plupart des Acadiens), avec 3 mariages et 2 naissances enregistrées, apparemment, les premiers dans l'histoire des îles. Après quelques années de colonisation française, la colonie fut cédée à l'Espagne, et tous les colons français la quittèrent pour être remplacés par des Espagnols. Agissant sur les instructions personnelles du roi Charles III, le gouvernement espagnol remboursa le fondateur de Port Saint-Louis, Louis Antoine de Bougainville, de 618 108 livres françaises. 
Bougainville se rendit personnellement à Port Saint Louis à bord de la Boudeuse, accompagné par les navires espagnols Esmeralda et Liebre pour remettre la colonie à Felipe Ruiz Puente, le premier gouverneur espagnol (1767-1773) de Puerto Soledad, nouveau nom de la colonie. La cérémonie eut lieu le 1er avril 1767. Bougainville partit, à partir de Puerto Soledad, pour réaliser la première circumnavigation française du monde.

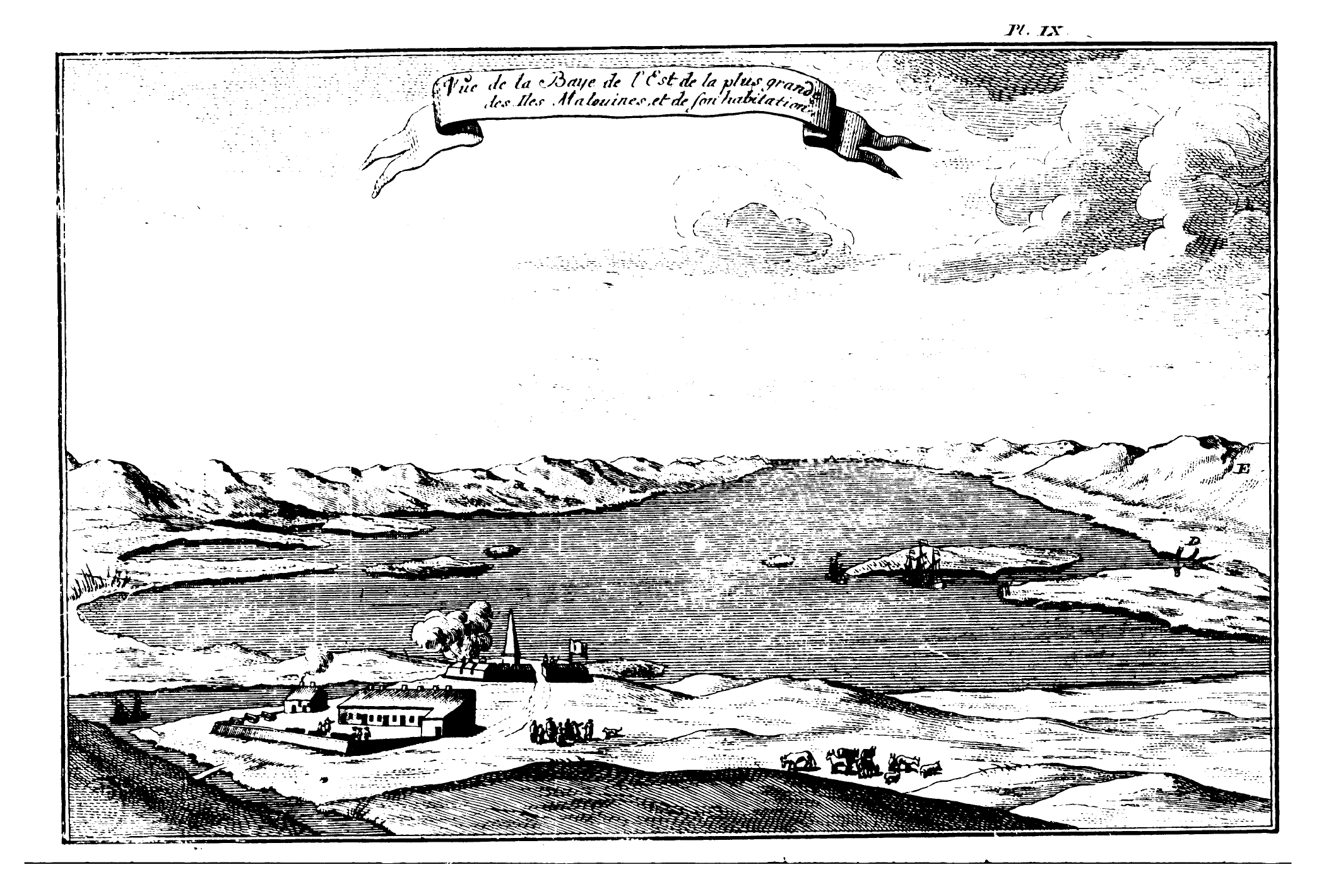
La colonie originelle de Port Saint Louis. Dom Pernety, 1769 (En regardant en direction de l'est).

## Port Soledad
Puerto Soledad comptait 103 habitants en 1781 : un gouverneur, deux prêtres, un fonctionnaire du Trésor, trois officiers, un chirurgien, 50 soldats, 43 condamnés, un maçon, et un boulanger. Ils occupaient 20 bâtiments, comprenant des maisons, des casernes pour les officiers, les marins, les prisonniers et les soldats, une chapelle, un hôpital, une touraille, une forge et un atelier de charpenterie etc. Finalement, le nombre de bâtiments s’accrut pour atteindre une trentaine en 1811, et la population chutant à 46 personnes. La colonie était protégée par trois batteries: la batterie San Carlos (rebaptisée plus tard San Marcos), Santiago et San Felipe. Les navires de ravitaillement venaient de Montevideo à Puerto Soledad chaque année, durant l'été, apportant une assistance et des provisions. Cette ligne d'approvisionnement fut temporairement coupée pendant la guerre menée par la l'Espagne contre la Grande-Bretagne en 1805-1808, et l'occupation britannique de Montevideo en 1807, provoquant des difficultés considérables pour les résidents de Puerto Soledad,.

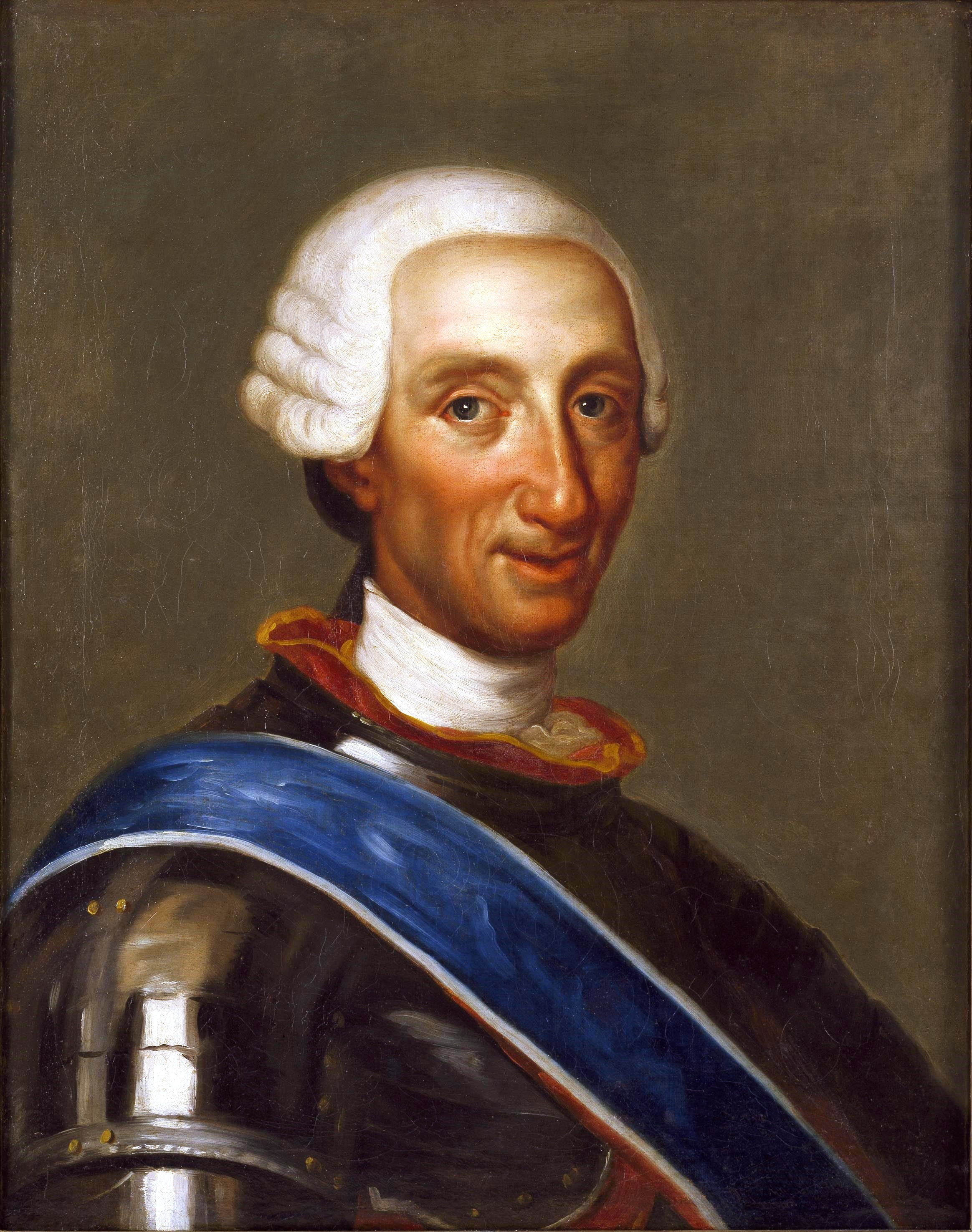
Charles III d'Espagne

Une source essentielle de subsistance pour la petite colonie, ainsi que pour la multitude de chasseurs de phoques anglais et américains opérant sur les îles, était les bovins sauvages introduits par les Français en 1764, et le bétail apporté depuis Montevideo plus tard par les Espagnols. Il y avait 2 180 têtes de bétail et 166 chevaux en 1778. Lors des fêtes, les Espagnols organisaient des corridas de taureaux, comme durant les fêtes de trois jours organisées par le gouverneur Ramón Clairac y Villalonga (1787-1788, 89-90) pour célébrer l'accession au trône du roi Charles IV lorsque, après le serment d’allégeance au nouveau monarque, douze taureaux furent toréés,.
L’Espagne gouverna Puerto Soledad via l'administration coloniale à Buenos Aires. Durant ses 44 ans d'existence, la colonie eut 21 gouverneurs (en espagnol: gobernador y comandante marítimo) totalisant un total de 31 termes. Les gouverneurs étaient principalement espagnols à l'exception de deux créoles sud-américains: Jacinto de Antolaguirre (1781-1783) né à Buenos Aires, et Francisco Javier de Viana y Alzaibar (1798-1799, 1800-1801) né à Montevideo. Les gouverneurs étaient principalement des officiers de la marine à l'exception de l'un venant de l'armée de terre.

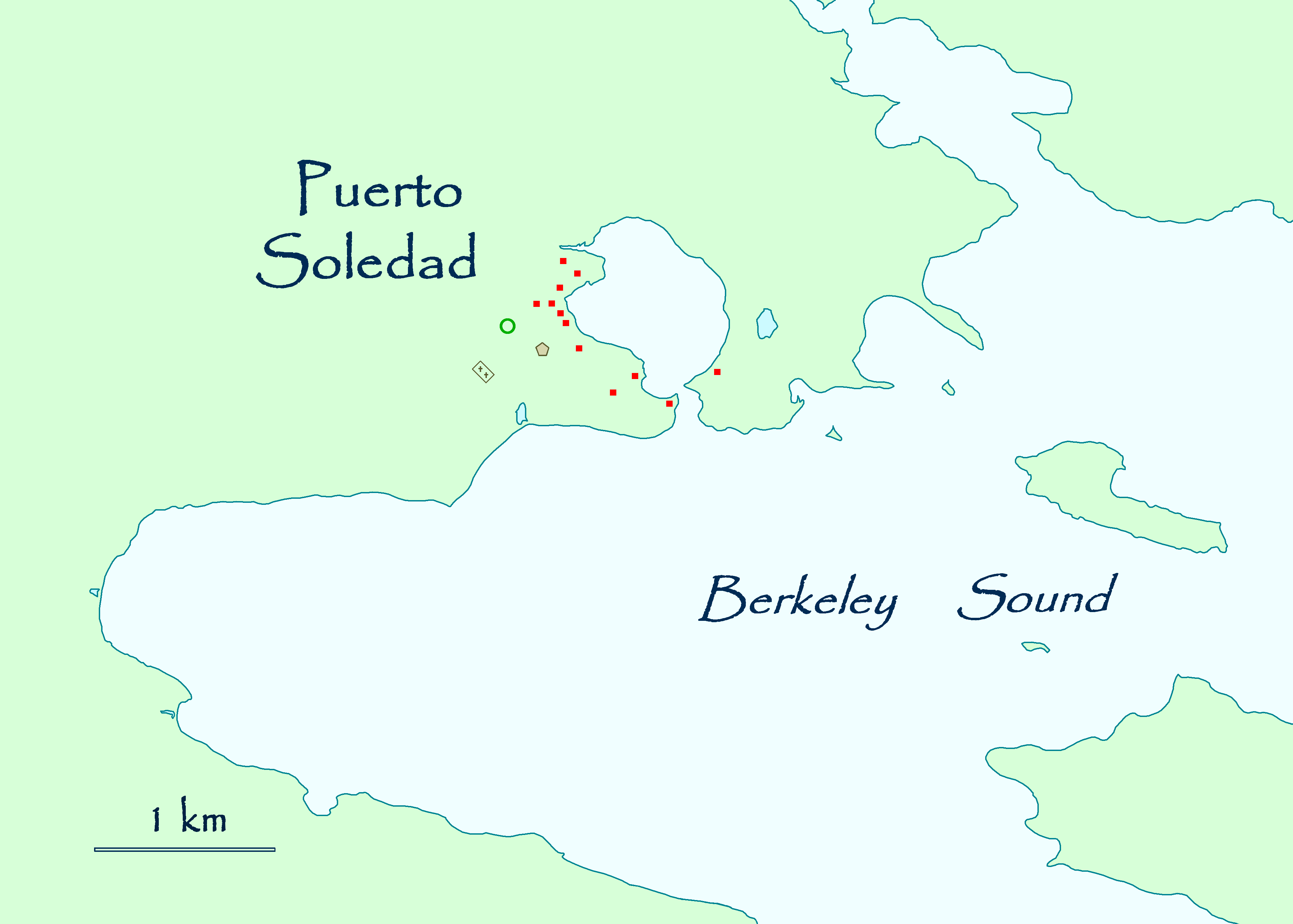
Carte de Puerto Soledad; à noter le vieux fort pentagonal, le corral et le cimetière.

À la suite d'une décision du vice-roi Francisco Javier de Elío, le 13 février 1811, toutes les troupes et les colons de Puerto Soledad furent évacués à bord du brigantin Galvez vers Montevideo afin de lutter contre ses adversaires buenos airiens. Une plaque de plomb fut laissée à la chapelle de Puerto Soledad revendiquant la possession de l'île et de la colonie pour le roi Ferdinand VII d'Espagne.

## Puerto Luis

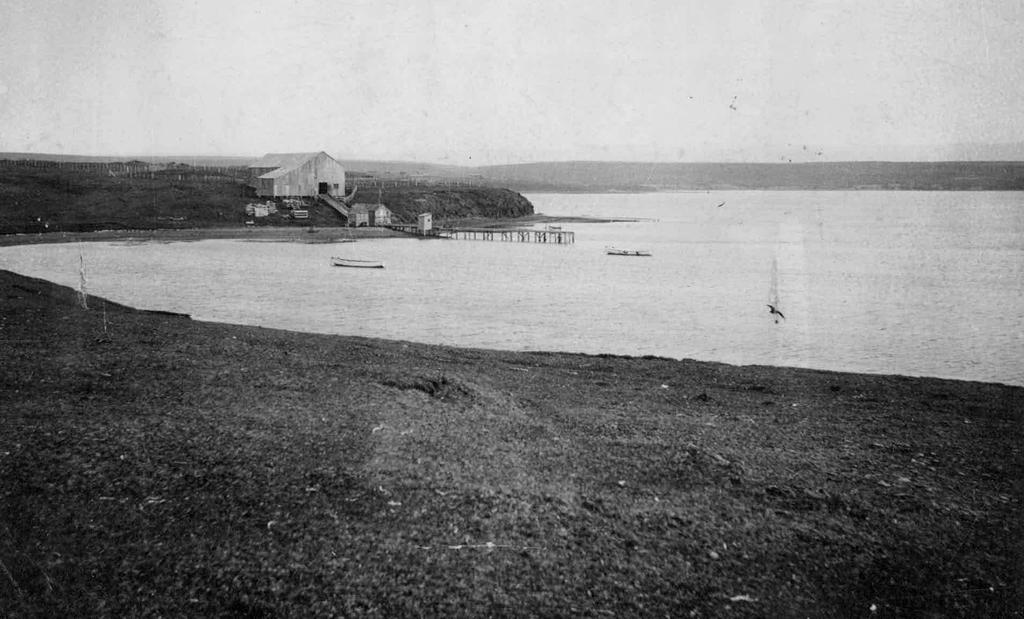
Photo de Port Saint-Louis en 1938

Pendant les 17 années suivantes la colonie, bien que fréquentée par les chasseurs, resta en grande partie à l'abandon, jusqu'à ce que Louis Vernet emmena avec lui des colons sous l'autorité de la province de Buenos Aires en 1828. Vernet, conscient des revendications britanniques sur les Malouines, avait également demandé la permission pour son expédition au consulat britannique. Cette nouvelle colonie exista sous le nom de Puerto Luis jusqu'en 1833 quand elle fut rebaptisée Anson's Harbour et finalement "Port Louis" par les Britanniques.

## Port Louis
Port Louis resta la seule colonie et centre administratif des îles jusqu'à ce que la capitale fût déplacée à Stanley en 1845. Après une existence de 17 ans, parfois turbulente et mouvementée, la colonie diminua en importance, devenant finalement une ferme d’élevage de moutons,.